# Eria dentrecasteauxii
Eria dentrecasteauxii är en orkidéart som beskrevs av Friedrich Fritz Wilhelm Ludwig Kraenzlin. Eria dentrecasteauxii ingår i släktet Eria och familjen orkidéer. Inga underarter finns listade i Catalogue of Life.